# Iglesia de Arroyuelos
Para ver otras iglesias bajo la misma advocación, véase Iglesia de San Acisclo y Santa Victoria.
La iglesia rupestre de Arroyuelos, en el término municipal de Valderredible (Cantabria, España), se encuentra situada en el extremo noroccidental del núcleo de Arroyuelos y estuvo dedicada a los Santos Acisclo y Victoria. La cronología de este tipo de manifestaciones ha sido controvertida.
Algunos autores abogan por el origen de estos templos en época visigótica por inscripciones aparecidas en otras iglesias, con una cronología anterior al año 711 en que se inicia la conquista árabe.
En el caso de Arroyuelos se aprecian claramente las características de la arquitectura mozárabe en el uso sistemático del arco de herradura, en planta y alzado, y en la complicación de los espacios excavados, lo que permite una datación más clara que en el resto de construcciones hipógeas de Valderredible, que se puede situar en torno al siglo X.

## Descripción

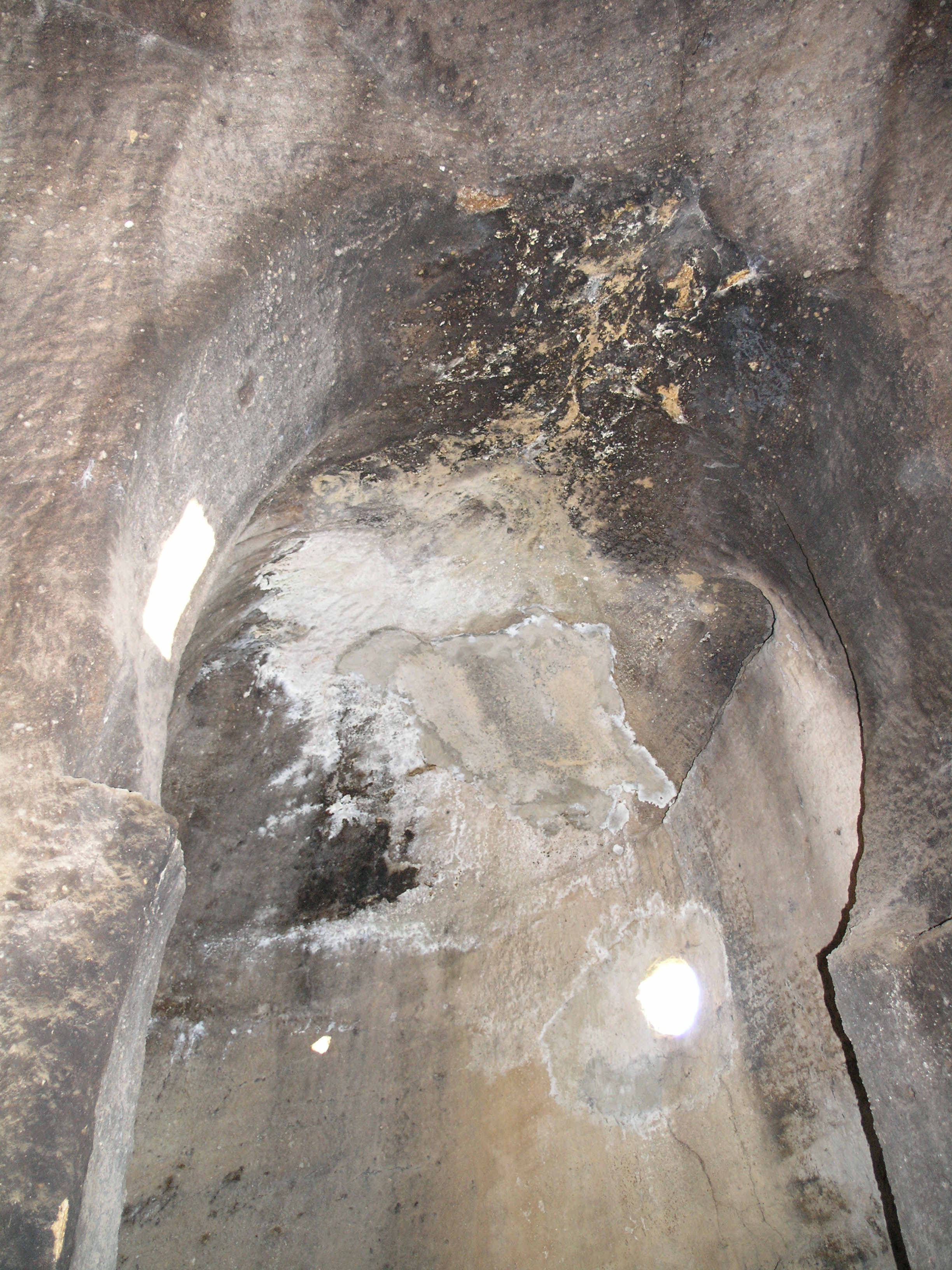
Interior de la iglesia rupestre de Arroyuelos, con arco de herradura, típico de la arquitectura mozárabe.

La iglesia consta de dos plantas: la inferior tiene su cabecera rematada en planta con arco de herradura, mientras que por el otro extremo se cierra con un contraábside que prolonga la nave hacia el Oeste y remata en media circunferencia irregular. La nave interior está formada por dos ampliaciones de la principal, que proyectan su frente rematadas en arcos de medio punto, que descargan sobre un pilar de sección cuadrada que marcan la separación entre ambos espacios. El arco triunfal tiene un vano común a ambas plantas y rematado en arco de herradura.
La planta superior tiene acceso desde los pies de la nave principal a través de la escalinata que alcanza el nivel de este piso, excavada entre la pared meridional de la nave principal y el exterior de la roca donde se sitúa la cavidad. Constituye, pues, una especie de tribuna elevada respecto a la nave principal. Se comunica con esta por medio de dos arcadas, rematadas en sendos arcos de medio punto. Con el exterior se hubo de comunicar por los vanos cegados que se sitúan sobre la puerta de entrada. Tanto el pilar central que separa los espacios de la nave interior de la planta baja como las paredes tienen abundantes huecos y mechinales para encastrar vigas de soporte para mantener una estructura de madera, situada a una cota similar de la tribuna tallada en piedra. Por ello se apunta la posibilidad de que existiese un piso de madera que completase esta segunda planta sobre las dos naves del piso inferior.
En el exterior de la iglesia, junto a la entrada oriental del Sur, existe una necrópolis de tumbas excavadas en la roca, antropomorfas y de bañera. La orientación de todas ellas es la cristiana de Este-Oeste, con la cabecera hacia el ocaso.

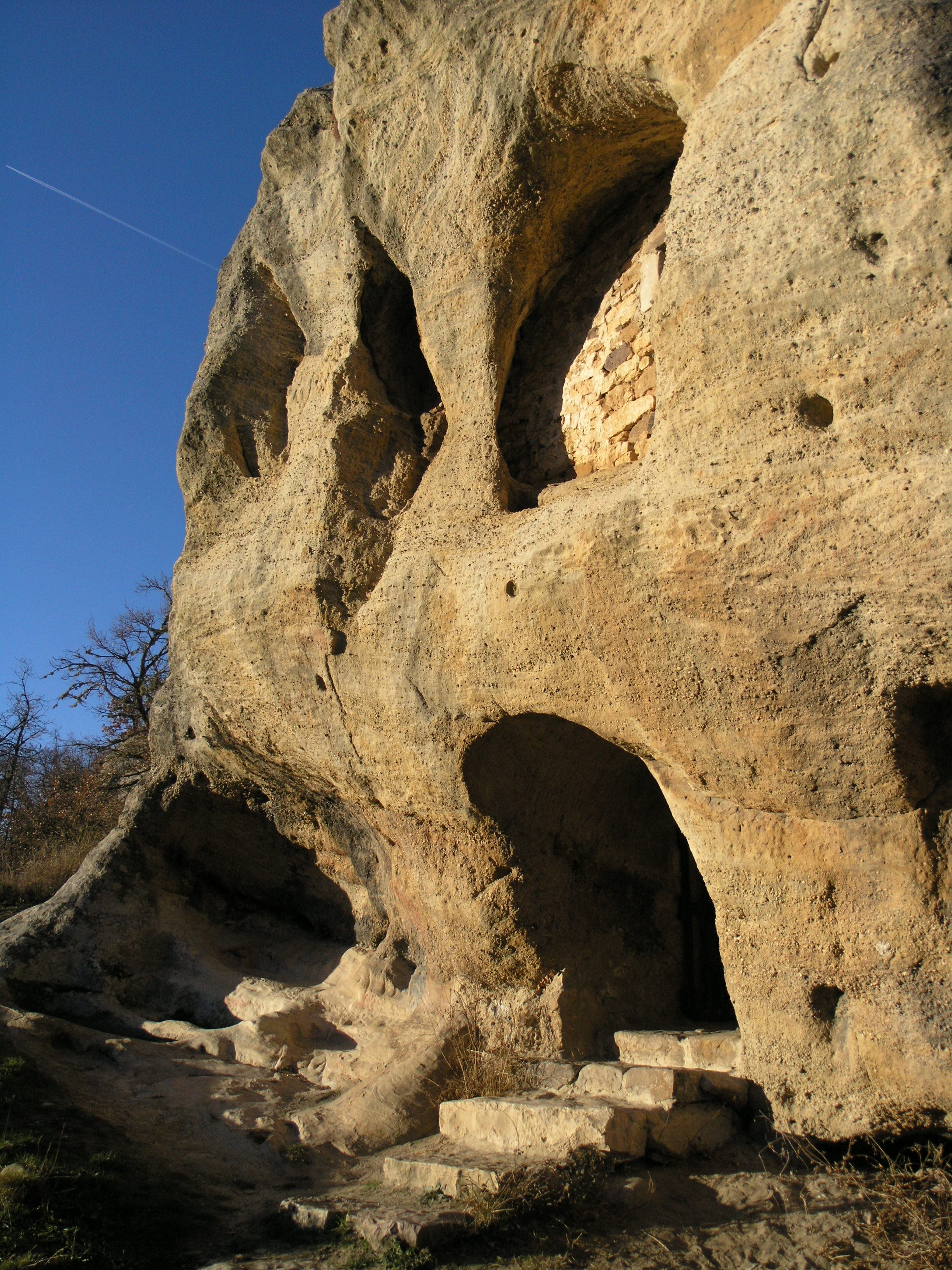
Entrada a la iglesia.
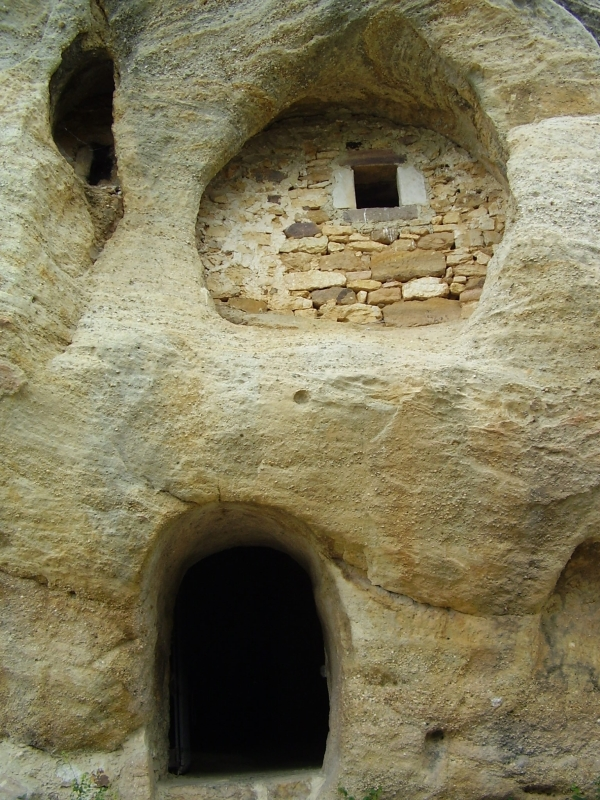